# Lohagara (Chittagong)
Lohagara è un sottodistretto (upazila) del Bangladesh situato nel distretto di Chittagong, divisione di Chittagong. Si estende su una superficie di 258,87 km² e conta una popolazione di 203.453 abitanti (dato censimento 1991).